# Ilona Regulski
Ilona Regulski (* 1976 in Hasselt) ist eine belgische Ägyptologin.

## Leben und Leistungen
Ilona Regulski studierte zunächst 1993 bis 1995 an der Universität Hasselt Design und Angewandte Kunst und schloss das Studium mit dem Erlangen des Bachelor-of-Art-Grades ab. Danach studierte sie von 1995 an Vorderasiatische Studien und Ägyptologie an der Katholieke Universiteit Leuven (KULeuven) und erlangte dort bis 1999 ihre Bachelor- (1997) und Master-Abschlüsse. Es schloss sich daran bis 2000 ein freiwilliges Aufbaustudium im Magister-Studiengang an der Universität Münster an. Daneben war sie 1999 Mitarbeiterin am Gallo-Römischen Museum Tongern. 2001 begann sie an der KULeuven mit ihrem Promotionsstudium, welches sie 2007 mit der Erlangung des Dr. phil. abschloss. Ihre Dissertation verfasste Regulski zum Thema A Palaeographic Study of Early Writing in Egypt (Eine paläographische Studie der frühen Schrift in Ägypten). Neben dem Promotionsstudium war sie von 2002 bis 2004 zunächst Projekt-Mitarbeiterin des Königlichen Museums für Kunst und Geschichte in Brüssel, danach von 2005 bis 2010 stellvertretende Direktorin des Niederländisch-Flämischen Instituts in Kairo. 2001 lehrte sie als Gastdozentin für Ägyptologie an der Yale University und war danach bis 2013 Postdoc-Stipendiatin der Alexander-von-Humboldt-Stiftung bei Jochem Kahl an der FU Berlin, wo sie den Papyrus Pap. Berlin P. 10480-82 des Ägyptischen Museums und Papyrussammlung Berlin untersuchte.
2014 ging Regulski zunächst als Wissenschaftliche Mitarbeiterin (Assistant Keeper), später als Kuratorin für den Bereich Egyptian Written Culture (Ägyptische Schriftkultur) an das British Museum nach London. Hier war sie für alle beschrifteten Artefakte, von den Papyri bis zum Stein von Rosette, zuständig. Zum Dezember 2023 wechselte sie von dort als Kuratorin an das Ägyptische Museum nach Berlin. Dort liegen ihre Arbeitsschwerpunkte bei der Erforschung und kuratorischen Betreuung der Sammlungsbestände aus Ägypten und dem Sudan mit einem Schwerpunkt auf der Zeit des 1. Jahrtausends v. Chr. und dem 4. Jahrhundert n. Chr., bei der kuratorischen Öffentlichkeitsarbeit, im Bereich der Digitalisierung sowie der Besucherforschung.
Regulskis Forschungsschwerpunkte liegen bei der Entwicklung der Bestattungskultur und dem rituellen Diskurs, bei der Textüberlieferung und der Erforschung lang andauernder Prozesse. Zudem befasst sie sich mit der Rezeption der altägyptischen Kultur, Forschungsgeschichte sowie der Provenienzforschung. Regulski war von 2015 bis 2019 Mitglied der Egypt-Exploration-Society-Forschungskommission und ist seit 2020 Gutachterin beim Fonds für wissenschaftliche Forschung Flandern. Sie ist seit 2018 Redaktionsmitglied des Online-Journals Rivista des Museo Egizio in Turin und seit 2023 Mitglied des Redaktionsbeirates des Journal of Egyptian Archaeology.

## Publikationen (Auswahl)
- A Palaeographic Study of Early Writing in Egypt (= Orientalia Lovaniensia Analecta. Band 195). Löwen 2010.
- mit Kim Duistermaat, Peter Verkinderen: Seals and Sealing Practices in the Near East. Developments in Administration and Magic from Prehistory to the Islamic Period (= Orientalia Lovaniensia Analecta. Band 219). Peeters, Löwen 2012, ISBN 978-90-429-2668-4.
- Abydos. The Sacred Land of the Western Horizon. Proceedings of the Annual Egyptological Colloquium at the British Museum 'Abydos. The sacred land at the western horizon', on 9-10 July, 2015 (= British Museum Publication on Egypt and Sudan. Band 8.) Löwen 2019.
- Repurposing ritual. Pap. Berlin P. 10480-82. A case study from Middle Kingdom Asyut (= Ägyptische und orientalische Papyri und Handschriften des Ägyptischen Museums und Papyrussammlung Berlin. Band 5). De Gruyter, Berlin 2020, ISBN 978-3-11-050058-5.
- Hieroglyphs. Unlocking ancient Egypt. Thames & Hudson, London, 2022, ISBN 978-0-7141-9129-4.
- Tomb M12.3 at Asyut. A unique testimony from the 12th Dynasty. With contributions by Ursula Verhoeven and Jannik Korte, Claudia Maderna-Sieben, Joachim Friedrich Quack, Fabian Wespi (= The Asyut Project. Band 19). Harrassowitz, Wiesbaden 2024, ISBN 978-3-447-12163-7.